# Angus Sampson
Angus Murray Lincoln Sampson (Sydney, 15 luglio 1979) è un attore australiano.

## Biografia
Sampson ha avuto vari e distinti ruoli cinematografici. Si è fatto riconoscere nelle seguenti pellicole: Al calare delle tenebre, Nel paese delle creature selvagge, Insidious, Oltre i confini del male: Insidious 2 e Mad Max: Fury Road. È noto anche per il ruolo di Cisco in Avvocato di difesa - The Lincoln Lawyer.

## Filmografia

### Cinema
- Al calare delle tenebre (Darkness Falls), regia di Jonathan Liebesman (2003)
- Nel paese delle creature selvagge (Where the Wild Things Are), regia di Spike Jonze (2009)
- Il regno di Ga'Hoole - La leggenda dei guardiani (Legend of the Guardians: The Owls of Ga'Hoole), regia di Zack Snyder (2010)
- Insidious, regia di James Wan (2010)
- Oltre i confini del male: Insidious 2 (Insidious: Chapter 2), regia di James Wan (2013)
- The Mule, regia di Tony Mahony e Angus Sampson (2014)
- Insidious 3 - L'inizio (Insidious: Chapter 3), regia di Leigh Whannell (2015)
- Mad Max: Fury Road, regia di George Miller (2015)
- Insidious - L'ultima chiave (Insidious: The Last Key), regia di Adam Robitel (2018)
- La vedova Winchester (Winchester), regia di Michael e Peter Spierig (2018)
- Mortal Kombat, regia di Simon McQuoid (2021) – Goro – voce
- Insidious - La porta rossa (Insidious: The Red Door), regia di Patrick Wilson (2023)
- Chi segna vince (Next Goal Wins), regia di Taika Waititi (2023)
- Furiosa: A Mad Max Saga, regia di George Miller (2024)

### Televisione
- Blue Heelers - Poliziotti con il cuore (Blue Heelers) – serie TV, episodi 8x04-9x29 (2001-2002)
- Fargo – serie TV, 9 episodi (2015)
- Shut Eye – serie TV, 20 episodi (2016-2017)
- Nightflyers – serie TV, 10 episodi (2018)
- The Walking Dead – serie TV, episodi 9x13-9x15 (2019)
- Avvocato di difesa - The Lincoln Lawyer (The Lincoln Lawyer) – serie TV (2022)
- Koala Man – serie animata, 4 episodi (2023) – voce

## Doppiatori italiani
Nelle versioni in italiano delle opere in cui ha recitato, Angus Sampson è stato doppiato da:
- Simone Mori in Insidious, Oltre i confini del male: Insidious 2, Insidious 3 - L'inizio, Insidious - L'ultima chiave, La vedova Winchester, Nightflyers, The Walking Dead, Insidious - La porta rossa, Chi segna vince
- Stefano Thermes in Fargo, Avvocato di difesa - The Lincoln Lawyer
- Nino Prester in Al calare delle tenebre
- Massimo Triggiani in Furiosa: A Mad Max Saga

Da doppiatore è sostituito da:
- Gabriele Marchingiglio in Koala Man